# HD116742
HD116742 — хімічно пекулярна зоря спектрального класу A0, що має видиму зоряну величину в смузі V приблизно  8,2.
Вона  розташована на відстані близько 490,5 світлових років від Сонця.